# Tatort: Eulenburg
Eulenburg ist ein Fernsehfilm aus der Krimireihe Tatort der vom Hessischen Rundfunk (HR) produziert und am 2. März 1997 im Programm Das Erste zum ersten Mal gesendet wurde. Es handelt sich um die 353. Tatort-Folge und den 16. Fall des Kriminalhauptkommissars Edgar Brinkmann, verkörpert durch Karl-Heinz von Hassel. Brinkmann und sein Team haben es diesmal mit dem Mord an einem Frankfurter Spekulanten zu tun.

## Handlung
Der neuerdings auch im Showgeschäft agierende Frankfurter Anlageberater Konrad Bohländer hat eine Auseinandersetzung mit seiner Geschäftspartnerin Vera über die Durchführung einer Veranstaltung in der Alten Oper. Das Gespräch wird durch einen Anruf unterbrochen, durch das er vor die Oper gerufen wird, dort wird er von zwei vermummten Motorradfahrern erschossen. Am nächsten Morgen steht ein Artikel in der Lokalpresse, der suggeriert, dass Brinkmanns Assistentin Alice Bothe die Spur der Mörder bereits gefunden hätte. Brinkmanns Vorgesetzter Dr. Marbach ist ungehalten über den Artikel und weist Brinkmann an, sie aus dem Fall herauszuhalten und allein mit Robert Wegener zu ermitteln. Bothe zeigt Brinkmann eine Wegbeschreibung und eine Tankquittung, die sie im Wagen des Opfers gefunden hat, Brinkmann glaubt nicht an eine Spur, Bothe fährt, obwohl vom Fall abgezogen, auf eigene Faust dorthin. Brinkmann und Wegener suchen die Wohn- und Geschäftsräume Bohländers auf, auf seinem Anrufbeantworter finden sie eine Nachricht von einem Schmiedinger, ebenso einen Brief von Schmiedinger, in dem angegebenen Hotel wohnt aber kein Mann dieses Namens, er hatte ein Zimmer gebucht, war aber nicht eingetroffen. Vera sagt den Beamten gegenüber aus, dass sie geerbt und ihr Geld in Bohländers Unternehmen investiert hatte, er brauchte das Geld, weil er hoch verschuldet war. Durch seinen Tod erhält sie nunmehr mehr Einfluss in der Firma, einen Schmiedinger kennt sie nicht. Die Beamten suchen Bohländers Steuerberaterin Dr. Riedl auf, diese ist eine alte Studienfreundin von Bohländer, seine hohen Schulden resultierten daraus, dass er hatte sich mit Immobiliengeschäften verspekuliert hatte.
Alice Bothe folgt der Wegbeschreibung zu der alten Villa „Eulenburg“ in Rüdesheim, dieses dient als Heim für Asylbewerber. Bothe wird dort von örtlichen Polizeibeamten angesprochen, da kürzlich auf das Heim ein Brandanschlag verübt worden ist, sie wird von den Beamten mit aufs Revier genommen, sie gibt sich nicht als Kollegin zu erkennen, sondern behauptet, Journalistin zu sein. Bothe erfährt dadurch, dass das Heim rund um die Uhr bewacht wurde, der Anschlag konnte allerdings nicht verhindert werden. Weiterhin erfährt Bothe, dass die Villa Patrick von Dohmen gehört, der diese mit der Auflage an die Stadt vermietet hatte, dort Asylbewerber unterzubringen. Bothe wird von Dohmen vorgestellt, dieser gibt an, dass er eigentlich Eigentumswohnungen auf dem Grundstück errichten wollte, doch er durfte die Villa aus Denkmalschutzgründen nicht abreißen. Als Bothe zu ihrem Wagen zurückkommt, findet sie ihre Reifen zerstochen vor, Brinkmann findet unterdessen heraus, dass Bohländer regelmäßig von seinem Geschäftskonto Überweisungen an einen E. Burg in die Schweiz getätigt hatte. Brinkmann und Wegener suchen Studienkollegen von Bohländer aus Harvard auf, in einer Unternehmensberatergesellschaft wird auch Schmiedinger als Partner geführt, die Beamten erfahren, dass dieser seit zwei Jahren tot ist. Anschließend suchen Brinkmann und Wegener Bohländers Freundin Tex Lindström auf, diese zeigt sich unbeeindruckt vom Tod ihres Freundes. Ihr wesentlich älterer Mann Nico wusste von dem Verhältnis und billigte es, Nico erzählt den Beamten, dass ein Mann namens Schmiedinger am Vortag bei ihnen angerufen hätte und Bohländer sprechen wollte. Alice Bothe bekommt währenddessen ihr Auto nicht mehr rechtzeitig aus der Werkstatt, sie nimmt das Angebot von Dohmens an, bei ihm zu übernachten. Als Alice kurz allein ist, wird sie von jungen Dorfbewohnern auf Motorrädern angesprochen, diese hatten die Reifen zerstochen, weil sie mit Alice reden wollten, sie beteuern, mit dem Brandanschlag auf das Heim nichts zu tun zu haben. Von Dohmen bekommt mit, dass Alice mit den jungen Leuten geredet hat und erfährt, dass sie Polizistin ist.
Durch ein Telefonat mit ihrem bei der Presse arbeitenden Ex-Freund erfährt Alice, dass die Mörder an Bohländer Rüdesheimer Nummernschilder hatten, sie bittet ihn, umgehend ihre Kollegen zu verständigen. Am nächsten Morgen drängt von Dohmen auf ein Gespräch mit Alice, diese möchte sich nicht mit ihm treffen, lässt sich aber darauf ein, als er droht, ihrem Vorgesetzten von ihrem Alleingang zu erzählen. Brinkmann und Wegener suchen das Hotel auf, da Schmiedinger dort mittlerweile abgestiegen sein soll, doch finden sie das Zimmer bis auf ein wenig Gepäck leer vor, Brinkmann wird klar, dass es sich um ein wie auch immer geartetes Ablenkungsmanöver handelt. Der Leiter der Rüdesheimer Kripo, Oertel, ruft Brinkmann empört an, um sich über Alice Bothes Alleingang zu beschweren, Brinkmann erfährt so, dass seine Assistentin in der Villa Eulenburg ermittelt hatte und bringt dies sofort mit den ominösen Überweisungen Bohländers an „E. Burg“ in die Schweiz in Verbindung. Er erfährt weiterhin, dass von Dohmen Eigentümer der Villa ist, Alice fährt unterdessen zum Treffpunkt, doch statt von Dohmen tauchen dort die Motorradfahrer auf und verfolgen sie. Als einer der Motorradfahrer dabei verunglückt, geht Alice zum Motorrad und entdeckt, dass es sich bei der Verletzten um von Dohmens Schwester Claire handelt, Patrick von Dohmen bedroht sie daraufhin mit einer Waffe. Alice sagt von Dohmen auf den Kopf zu, dass er aufgrund der Fehlinvestition selbst versucht hatte, das Asylbewerberheim in Brand zu stecken, fremdenfeindliche Drohbriefe hatte er selbst geschrieben, um den Verdacht abzulenken. Von Dohmen gibt dies zu, nur Bohländer, der in die Immobilie investiert hatte, konnte sich mit dem Verlust des Geldes durch das Scheitern des geplanten Bauprojekts auf dem Grundstück nicht abfinden. Als die verletzte Claire Alice erschießen will, kommen Brinkmann, Wegener und die örtlichen Kollegen hinzu und nehmen die Geschwister fest. Brinkmann hat unterdessen herausgefunden, dass Bohländer drohte, den Brandanschlag publik zu machen, wenn er sein Geld nicht zurückbekäme, deshalb musste er sterben.

## Einschaltquoten und Hintergrund
Die Erstausstrahlung von Eulenburg am 2. März 1997 erreichte für Das Erste einen Marktanteil von 21,0 Prozent und wurde in Deutschland von 7,24 Millionen Zuschauern gesehen. Die Folge wurde in Frankfurt, Rüdesheim und Umgebung gedreht.

## Kritik
TV Spielfilm bewertete den Film mittelmäßig und urteilte, „die Geschichte ist etwas zerfahren, dafür gibt's viel launiges Lokalkolorit aus dem Hessenland“. Im Ergebnis sei der Film ein „Routine-‚Tatort‘ mit Lokalkolorit“.